# Rhyscotoides legrandi
Rhyscotoides legrandi is een pissebed uit de familie Rhyscotidae. De wetenschappelijke naam van de soort is voor het eerst geldig gepubliceerd in 1956 door Johnson.